# Novato (Califórnia)
Novato é uma cidade localizada no estado americano da Califórnia, no Condado de Marin. Foi incorporada em 20 de janeiro de 1960.

## Geografia
De acordo com o United States Census Bureau, a cidade tem uma área de 72,4 km², onde 71,1 km² estão cobertos por terra e 1,3 km² por água.

### Localidades na vizinhança
O diagrama seguinte representa as localidades num raio de 16 km ao redor de Novato.

## Demografia

### Censo 2010
Segundo o censo nacional de 2010, a sua população é de 51 904 habitantes e sua densidade populacional é de 730,33 hab/km². Possui 21 158 residências, que resulta em uma densidade de 297,71 residências/km².

### Censo 2000
Segundo o censo americano de 2000, a sua população era de 47.630 habitantes.
Em 2006, foi estimada uma população de 51.518, um aumento de 3888 (8.2%).
Novato é uma cidade na costa do Pacífico, entre San Francisco e o vale de Napa. Novato faz parte do condado de Marin.